# Smbat VI Bagratouni
Smbat VI Bagratouni (en arménien Սմբատ Զ Բագրատունի ; né vers 670, mort en 726) est un prince arménien de la famille des Bagratides qui est prince d'Arménie de 691 à 711.

## Biographie
Smbat est fils de Varaz-Tiroç III Bagratouni, tué par les Byzantins vers 675.
Après la mort d'Achot II Bagratouni en guerre contre l'empereur byzantin Justinien II, ce dernier occupe le pays et nomme Nersēh Kamsarakan comme prince d'Arménie. Mais le calife Abd al-Malik reprend peu après le contrôle du pays et nomme Smbat VI comme prince d'Arménie. Pour venger son père, il fait exécuter tous les Byzantins vivant en Arménie. Mais il doit faire face à une armée arabe, conduite par Mohammed ibn-Merwan, qui ravage le pays pour le replacer sous l'autorité directe du calife. Son lieutenant Abd Allah Ibn Hatim al-Bahili veut en finir avec les révoltes arméniennes et capture les principaux religieux et princes arméniens, dont Smbat en 695, qui est assigné à résidence à Damas.
Il est libéré en 697 et doit lutter l'année suivante contre une armée byzantine envoyée par Tibère III. La bataille qui oppose les deux armées byzantine et arménienne les laissent épuisées. Puis il attaque Mohammed ibn-Merwan et le défait, mais la menace arabe l'oblige à rechercher l'alliance grecque. L'empereur Tibère III le nomme curopalate et Smbat dirige l'Arménie pour le compte de Byzance. Il négocie la paix avec le calife Abd al-Malik, mais avec la mort de ce dernier et l'avènement de son successeur, Al-Walid, les persécutions reprennent. Smbat s'allie de nouveau avec les Byzantins, puis, la paix avec le calife de nouveau conclue, accepte la suzeraineté arabe, renonce à sa charge de prince et se retire dans ses domaines. L'Arménie est ensuite dirigée par un gouverneur arabe, Abd al-Azîz ibn Hâtim al-Bâhilî.
Il laisse plusieurs fils, mais c'est son neveu Achot III qui devient ichkhan de la maison Bagratouni.